# Brucepattersonius
Brucepattersonius (Hershkovitz, 1998) è un genere di roditori della famiglia dei Cricetidi comunemente noti come brucie.

## Etimologia
Il genere è stato intitolato allo zoologo statunitense Bruce Patterson.

## Descrizione

### Dimensioni
Al genere Brucepattersonius appartengono roditori di piccole dimensioni, con lunghezza della testa e del corpo tra 75 e 140 mm, la lunghezza della coda tra 75 e 120 mm e un peso fino a 50 g.

### Caratteristiche craniche e dentarie
Il cranio è delicato e presenta un rostro allungato ed affusolato, le placche zigomatiche strette e inclinate in avanti e una scatola cranica liscia e rotonda. Gli incisivi superiori sono brevi, stretti ed ortodonti, ovvero con le punte rivolte verso il basso, i denti masticatori hanno la corona alta.
Sono caratterizzati dalla seguente formula dentaria:

### Aspetto
Il corpo è lungo e snello, simile a quello dei toporagni. La pelliccia è lunga e soffice. Le parti dorsali variano dal marrone scuro al bruno-grigiastro, i fianchi sono solitamente più chiari mentre le parti ventrali variano dal grigiastro al giallo-arancione. Il muso è allungato e in alcune specie è biancastro, gli occhi sono piccoli. Le orecchie sono relativamente corte ed arrotondate. Le zampe sono lunghe e sottili con le dita centrali palmate, sono presenti dei ciuffi biancastri alla base di ogni artiglio. La coda è solitamente più lunga della testa e del corpo. Le femmine hanno tre paia di mammelle.

## Distribuzione
Il genere è diffuso ne Brasile meridionale e nell'Argentina nord-orientale.

## Tassonomia
Il genere comprende 4 specie.
- Brucepattersonius griserufescens
- Brucepattersonius iheringi
- Brucepattersonius nebulosus
- Brucepattersonius soricinus